# Stuart J. Russell
Stuart Jonathan Russell (Portsmouth, Inglaterra, 1962) es un informático conocido por sus contribuciones a la inteligencia artificial. Es profesor de ciencias de la computación en la Universidad de California en Berkeley y profesor adjunto de cirugía neurológica en la Universidad de California en San Francisco.

## Educación y primeros años
Stuart Russell nació en Portsmouth, Inglaterra. Recibió su título de Bachelor of Arts con honores de primera clase en Física en el Wadham College, en 1982. Posteriormente, recibió su título de doctorado en ciencias de la computación en la Universidad Stanford en 1986, por investigar en razonamiento inductivo y razonamiento por analogía, siendo supervisado por Michael Genesereth.

## Carrera e investigación
Tras doctorarse, se unió a la facultad de la Universidad de California en Berkeley, donde desde 1996 es profesor en ciencias de la computación. También tiene un puesto como profesor adjunto de cirugía neurológica en la Universidad de California en San Francisco, donde investiga en fisiología computacional y en la monitorización en  unidades de cuidados intensivos.
En 2016, fundó el Centro para Inteligencia Artificial Compatible con Humanos, en la Universidad de Berkeley, con los co-investigadores Pieter Abbeel, Anca Dragan, Tom Griffiths, Bart Selman, Joseph Halpern, Michael Wellman and Satinder Singh Baveja. Junto con Peter Norvig, es el autor de Inteligencia Artificial: Un enfoque moderno, un libro de texto usado en más de 1300 universidades en 116 países. Está en el consejo asesor científico del Future of Life Institute y en la junta asesora del Centro para el Estudio del Riesgo Existencial.
En 2017, colaboró con el Future of Life Institute en la producción de un vídeo, Slaughterbots, sobre enjambres de drones asesinando rivales políticos, y lo presentó en una reunión de las Naciones Unidas sobre el Convenio sobre Ciertas Armas Convencionales.
En 2018 participó como entrevistado en el documental Do You Trust This Computer?
Su libro más reciente, Human Compatible: Artificial Intelligence and the Problem of Control, fue publicado en inglés el 8 de octubre de 2019.